# México en la piel
México en la piel è il diciannovesimo album di Luis Miguel pubblicato nel 2004.

## Tracce
1. El Viajero – 3:37 (testo: Roberto Sierra, José "Pepe" Martínez – musica: Roberto Sierra, José "Pepe" Martínez)
2. Entrega Total – 2:13 (testo: Abelardo Pulido – musica: Abelardo Pulido)
3. Échame A Mí La Culpa – 3:09 (testo: José Angel Espinosa – musica: José Angel Espinosa)
4. México En La Piel – 3:29 (testo: José Manuel Fernández Espinoza – musica: José Manuel Fernández Espinoza)
5. Cruz De Olvido – 3:30 (testo: Juan Zaizar – musica: Juan Zaizar)
6. De Qué Manera Te Olvido – 2:31 (testo: Federico Méndez – musica: Federico Méndez)
7. Luz De Luna – 2:54 (testo: Álvaro Carrillo – musica: Álvaro Carrillo)
8. Motivos – 3:32 (testo: Italo Pizzolante – musica: Italo Pizzolante)
9. Cielo Rojo – 2:55 (testo: Juan Zaizar, David Zaizar – musica: Juan Zaizar, David Zaizar)
10. Paloma Querida – 2:45 (testo: José Alfredo Jiménez – musica: José Alfredo Jiménez)
11. Que Seas Feliz – 3:05 (testo: Consuelo Velázquez – musica: Consuelo Velázquez)
12. Un Mundo Raro – 2:40 (testo: José Alfredo Jiménez – musica: José Alfredo Jiménez)

Durata totale: 36:20
Bonus Tracks
1. Sabes Una Cosa – 3:20 (testo: Manuel Lozano Gallo, Rubén Fuentes – musica: Manuel Lozano Gallo, Rubén Fuentes)

Edizione diamante
1. Por Un Amor – 2:42 (testo: Gilberto Parra – musica: Gilberto Parra)
2. Mi Ciudad – 3:37 (testo: Guadalupe Trigo – musica: Guadalupe Trigo)

DVD Edizione diamante
1. Que Seas Feliz (Video) – 3:06 (testo: Consuelo Velázquez – musica: Consuelo Velázquez)
2. El Viajero (Video) – 3:40 (testo: Roberto Sierra, José "Pepe" Martínez – musica: Roberto Sierra, José "Pepe" Martínez)
3. Y (Video) – 2:57 (testo: Mario de Jesús Báez – musica: Mario de Jesús Báez)
4. La Bikina (Video) – 3:01 (testo: Rubén Fuentes – musica: Rubén Fuentes)
5. La Media Vuelta (Video) – 4:28 (testo: José Alfredo Jiménez – musica: José Alfredo Jiménez)